# مولي افرايم
مولي افرايم (بالإنجليزية: Molly Ephraim)‏ مواليد 22 مايو 1986 في فيلادلفيا، بنسيلفانيا، الولايات المتحدة، هي ممثلة أمريكية بدأت مسيرتها الفنية عام 2002.

## روابط خارجية
- مولي افرايم على موقع IMDb (الإنجليزية)
- مولي افرايم على موقع ألو سيني (الفرنسية)
- مولي افرايم على موقع ميوزك برينز (الإنجليزية)
- مولي افرايم على موقع أول موفي (الإنجليزية)
- مولي افرايم على موقع قاعدة بيانات برودواي على الإنترنت (الإنجليزية)
- مولي افرايم على موقع قاعدة بيانات الفيلم (الإنجليزية)
- مولي افرايم على موقع كينوبويسك (الروسية)